# Rosenergoatom
Der Rosenergoatom Konzern OAO (russisch Концерн Росэнергоатом ОАО), zwischenzeitlich Energoatom Konzern OAO (russisch Концерн Энергоатом ОАО), ist ein russisches staatliches Monopolunternehmen, das die zehn zivilen Kernkraftwerke Russlands betreibt. Das Unternehmen untersteht der Föderalen Agentur für Atomenergie Russlands.

## Geschichte
Rosenergoatom wurde 1992 nach dem Zerfall der Sowjetunion als Vereinigung gegründet; sie erhielt von der 27. Abteilung des sowjetischen Atomministeriums die Aufsicht über Bau und Betrieb der Atomkraftwerke. Das Leningrader Kernkraftwerk (Sosnowy Bor), das 1992 privatisiert wurde, wurde Rosenergoatom per Regierungserlass vom 8. September 2001 eingegliedert.

## Kernkraftwerke
Rosenergoatom betreibt folgende zehn Kernkraftwerke mit insgesamt 33 Reaktoranlagen und einer Gesamtleistung von 23.643 Megawatt. Im Jahr 2007 bis 2015 wird mit dem Bau von acht neuen Atomreaktoren begonnen, so teilte die Juli im September 2008 mit.
- Kernkraftwerk Balakowo (russisch Балаковская АЭС)
- Kernkraftwerk Belojarsk (russisch Белоярская АЭС)
- Kernkraftwerk Bilibino (russisch Билибинская АЭС)
- Kernkraftwerk Kalinin (russisch Калининская АЭС)
- Kernkraftwerk Kaliningrad (Baltijskaja) (russisch Балтийская АЭС)
- Kernkraftwerk Kola (russisch Кольская АЭС)
- Kernkraftwerk Kursk (russisch Курская АЭС)
- Kernkraftwerk Leningrad (russisch Ленинградская АЭС)
- Kernkraftwerk Leningrad II (russisch Ленинградская АЭС II)
- Kernkraftwerk Nowoworonesch (russisch Нововоронежская АЭС)
- Kernkraftwerk Nowoworonesch II (russisch Нововоронежская АЭС II)
- Kernkraftwerk Rostow (russisch Ростовская АЭС)
- Kernkraftwerk Smolensk (russisch Смоленская АЭС)

## Unternehmen der Rosenergoatom-Gruppe
Zu Rosenergoatom gehören weiterhin folgende Firmen der russischen Nuklearindustrie (in Klammern der Standort):
- Atomenergoremont (in Mytischtschi)
- Atomenergosaptschast (Nowoworonesch)
- Atomremmesch (Kurtschatow)
- Balakowoturboatom Energoremont (Balakowo)
- Energija (Moskau)
- Kurskturboatomenergoremont (Kurtschatow)
- Rosenergo
- Rosenergostroi

## Perspektiven
Rosenergoatom soll in eine Aktiengesellschaft umgewandelt werden; allerdings wird sie weiter im Staatsbesitz bleiben. Um das Unternehmen sollen sich Forschungsinstitute und Unternehmen der zivilen russischen Atomindustrie zu einem Monopolbetrieb nach Art des Gaskonzerns Gazprom zusammenschließen. Durch den geplanten weiteren Ausbau der Kernenergie könnten nach Angaben von Rosatom jährlich etwa 135 Milliarden Kubikmeter Erdgas eingespart und gegen Devisen im Ausland verkauft werden.